# На другия бряг е свободата
„На другия бряг е свободата“ е чехословашко-български игрален филм (драма) от 1984 година на режисьорите Йозеф Медвед и Душан Рапос, по сценарий на Юлиус Червен. Оператор е Алоис Ханушек. Музиката във филма е композирана от Ангел Михайлов.

## Актьорски състав
- Николай Стоименов – Николай - „Славко“
- Боян Милушев – Боян Стоянов
- Яна Зварикова – Махдалена
- Вероника Изотова – Дуня - „Дуняша“
- Анатолий Кузнецов – Алексей Максимович Смирнов, командир на партизанския отряд
- Джоко Росич – Градинарят Атанас Русев
- Вера Стърнишкова – Мразова
- Сергей Мартинов – Карпов, комисар на партизанския отряд
- Павол Вишньовски – Ондржей Яниш
- Александър Беляевски – майор Вронски, майор от съветската армия
- Стефан Мишович – Мраз
- Димитрина Савова – Майката на Боян
- Йозеф Ропог – Доминик
- Елишка Носалова – Доминикова
- Владимир Петрушка - Калина
- Михаил Михайлов – Тодор
- Красимир Беров
- Юрай Ковач - партизанин
- Ян Губала
- Иван Гияч
- Станислав Златлоукал - холандски партизанин
- Емануел Крженек - Пиер
- Никола Дадов – бай Рачко, овчарят
- Ладислав Лакоми – Свехлик
- Терезия Кронерова - Калинова
- Аня Пенчева – Лила, дъщерята на министъра
- Иван Янчев – ректорът на университета
- Ярослав Коншал - офицер от СС
- Александър Кучеренко - генерал
- Мария Дишлиева
- Стефан Илиев – началникът на полицията
- Йела Лукешова - Славикова
- Михал Гучик - Петер
- Ота Шевчик - офицер от СС
- Ладислав Кунст (не е в титрите) - Молнар
- Вилма Ямницка (не е в титрите)
- Рудолф Велицки
- Стефан Мишовиц
- Франтишек Велецки (не е в титрите)
- Лотар Радвани (не е в титрите)
- Владимир Навратил (не е в титрите) - немски офицер
- Тереза Хурбанова-Кронерова
- Йозеф Хусар (не е в титрите) - партизанин
- Юрай Томек (не е в титрите) - Анжи